# Ilíada
A Ilíada (em grego antigo: Ἰλιάς, AFI: [iːliás]) é um dos dois principais poemas épicos da Grécia Antiga, de autoria atribuída ao poeta Homero, que narra os acontecimentos decorridos no período de 51 dias durante o nono e penúltimo ano dos dez anos da Guerra de Troia, conflito empreendido para a conquista de Troia, cuja gênese radica na ira (μῆνις, mênis) de Aquiles.
A Ilíada é atribuída a Homero, que se julga ter vivido por volta do século VIII a.C., na Jônia (atualmente, região da Turquia) e constitui o mais antigo e extenso documento literário grego e ocidental existente. Ainda hoje, contudo, se discute a verdadeira autoria e a existência real de Homero.

## Visão geral

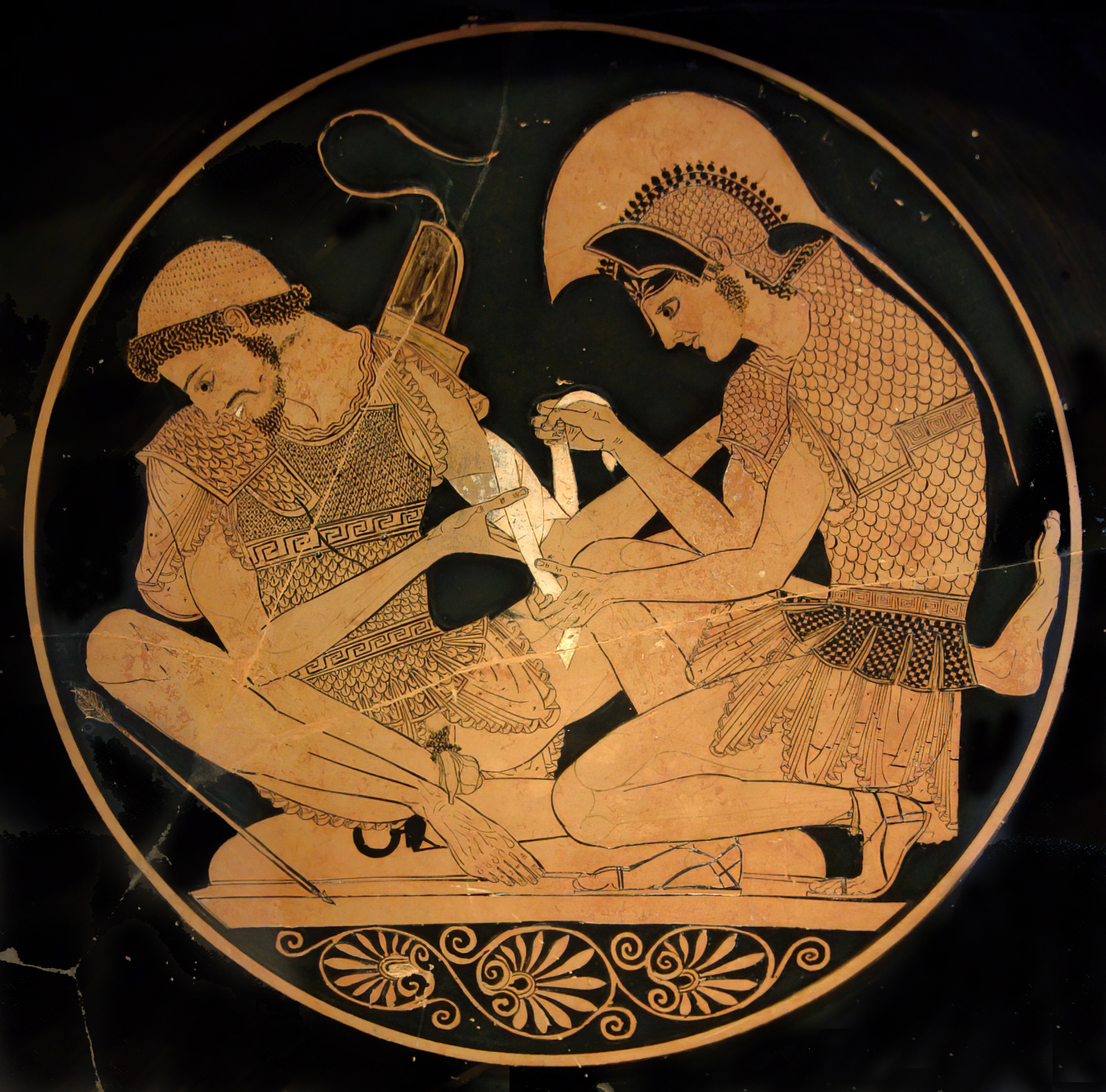
Aquiles cura Pátroclo
Detalhe de vaso em técnica de cerâmica vermelha

A Ilíada é constituída por 15 693 versos em hexâmetro datílico, a forma tradicional da poesia épica grega. Foi composta por uma mistura de dialetos, resultando numa língua literária artificial, nunca de fato falada na Grécia.
Com origem na tradição oral da época micênica ou seja, teria sido cantada pelos aedos (artistas que cantavam epopeias), e só muito mais tarde os versos foram compilados numa versão escrita, no século VI a.C. em Atenas. O poema foi então posteriormente dividido em 24 cantos, divisão que persiste até hoje, onde cada canto corresponde a uma letra do alfabeto grego - divisão atribuída aos estudiosos da biblioteca de Alexandria.
Considerada como a "obra fundadora" da literatura ocidental e uma das mais importantes da literatura mundial. Tornou-se, juntamente com a Odisseia (atribuída ao mesmo autor), modelo da poesia épica, seguido pelos autores clássicos, como Virgílio, no poema Eneida, dentre outros. Também influenciou fortemente a cultura clássica de maneira geral, abrangendo campos não só da literatura, como a poesia lírica e a tragédia (na linguagem e temas), mas também a historiografia (na temática bélica e estrutura das narrativas historiográficas), a filosofia, etc., sendo amplamente estudada na Grécia Antiga (como parte da educação básica) e, posteriormente, no Império Romano.

## Argumento
A Ilíada passa-se durante o décimo ano da guerra de Troia e trata da ira de Aquiles. A ira é causada por uma disputa entre Aquiles e Agamemnon, comandante dos exércitos gregos em Troia, e consumada com a morte do herói troiano Heitor (ou Héctor), terminando com seu funeral.
Embora Homero se refira a vários mitos e acontecimentos prévios, fortemente presentes na cultura grega, a história da guerra de Troia não é contada na íntegra. Dessa forma, o conhecimento prévio da mitologia grega acerca da guerra é relevante para a compreensão da obra.

### A guerra de Troia

Helena de Troia
Evelyn de Morgan, 1898

Os gregos antigos acreditavam que a Guerra de Troia foi um fato histórico, ocorrido por volta de 1 200 a.C. no período micênico, mas alguns estudiosos modernos têm dúvidas se ela de fato ocorreu. Até à descoberta do sítio arqueológico na Turquia, na Anatólia, a historiografia moderna acreditava que Troia era uma cidade mitológica.
A Guerra de Troia deu-se quando os aqueus atacaram a cidade de Troia, buscando vingar o rapto de Helena, esposa do rei de Esparta Menelau, irmão de Agamemnon. Os aqueus, atuais gregos que compartilham cultura e idioma comuns, na época se definiam como vários reinos, e não como um povo único.
A lenda conta que a deusa do mar, a ninfa Tétis, era desejada como esposa por Zeus e seu irmão Posidão. Porém Prometeu profetizou que o filho da deusa seria maior que seu pai. Então os deuses resolveram dá-la como esposa a Peleu, um mortal já idoso, planejando enfraquecer o filho, que seria apenas um humano, assim nasceu o guerreiro Aquiles. Sua mãe, visando fortalecer sua natureza mortal, mergulhou-o ainda bebê, nas águas do mitológico rio Estige (rio infernal no Hades). As águas tornaram-no um ser invulnerável, exceto no calcanhar, por onde a mãe o segurou para o mergulhar no rio (daí a famosa expressão calcanhar de Aquiles, significando ponto vulnerável). Aquiles tornou-se o mais poderoso dos guerreiros, porém, era mortal. Mais tarde, sua mãe profetiza que ele poderá escolher entre dois destinos: lutar em Troia e alcançar a glória eterna, mas morrer jovem, ou permanecer em sua terra natal e ter uma longa vida, mas sendo logo esquecido.
Para o casamento de Peleu e Tétis todos os deuses foram convidados, menos Éris, ou Discórdia. Ofendida, a deusa compareceu invisível e deixou à mesa um pomo de ouro com a inscrição “à mais bela”. As deusas Hera, Atena e Afrodite disputaram o pomo e o título de mais bela. Zeus então ordenou que o príncipe troiano Páris, à época sendo criado como um pastor ali perto, resolvesse a disputa. Para ganhar o título de “mais bela”, Atena ofereceu a Páris poder na batalha, Hera o poder e Afrodite o amor da mulher mais bela do mundo. Páris deu o pomo a Afrodite, ganhando assim sua proteção, porém atraindo o ódio das outras duas deusas contra si e contra Troia.
A mulher mais bela do mundo era Helena, filha de Zeus e Leda. Leda era casada com Tíndaro, rei de Esparta. Helena possuía diversos pretendentes, que incluíam muitos dos maiores heróis da Grécia, e o seu pai adotivo, Tíndaro, hesitava tomar uma decisão em favor de um deles temendo enfurecer os outros. Finalmente um dos pretendentes, Odisseu (cujo nome latino era Ulisses), rei de Ítaca, resolveu o impasse propondo que todos os pretendentes jurassem proteger Helena e sua escolha, qualquer que fosse. Helena então se casou com Menelau, que se tornou o rei de Esparta.
Quando Páris foi a Esparta em missão diplomática, se apaixonou por Helena e ambos fugiram para Troia, enfurecendo Menelau. Este apelou aos antigos pretendentes de Helena, lembrando o juramento que haviam feito. Agamemnon então assumiu o comando de um exército de mil barcos e atravessou o mar Egeu para atacar Troia. As naus gregas desembarcaram na praia próxima a Troia e iniciaram um cerco que duraria dez anos, custando a vida de muitos heróis, de ambos os lados. Finalmente, seguindo um estratagema proposto por Odisseu, o famoso Cavalo de Troia, os gregos conseguiram invadir a cidade governada por Príamo e terminar a guerra.

### Personagens principais
A Ilíada é um poema extenso e possui uma grande quantidade de personagens da mitologia grega. Homero assumia que seus ouvintes estavam familiarizados com esses mitos, o que pode causar confusão ao leitor moderno. Segue um resumo dos personagens que tomam parte na Ilíada:

#### Os Aqueus

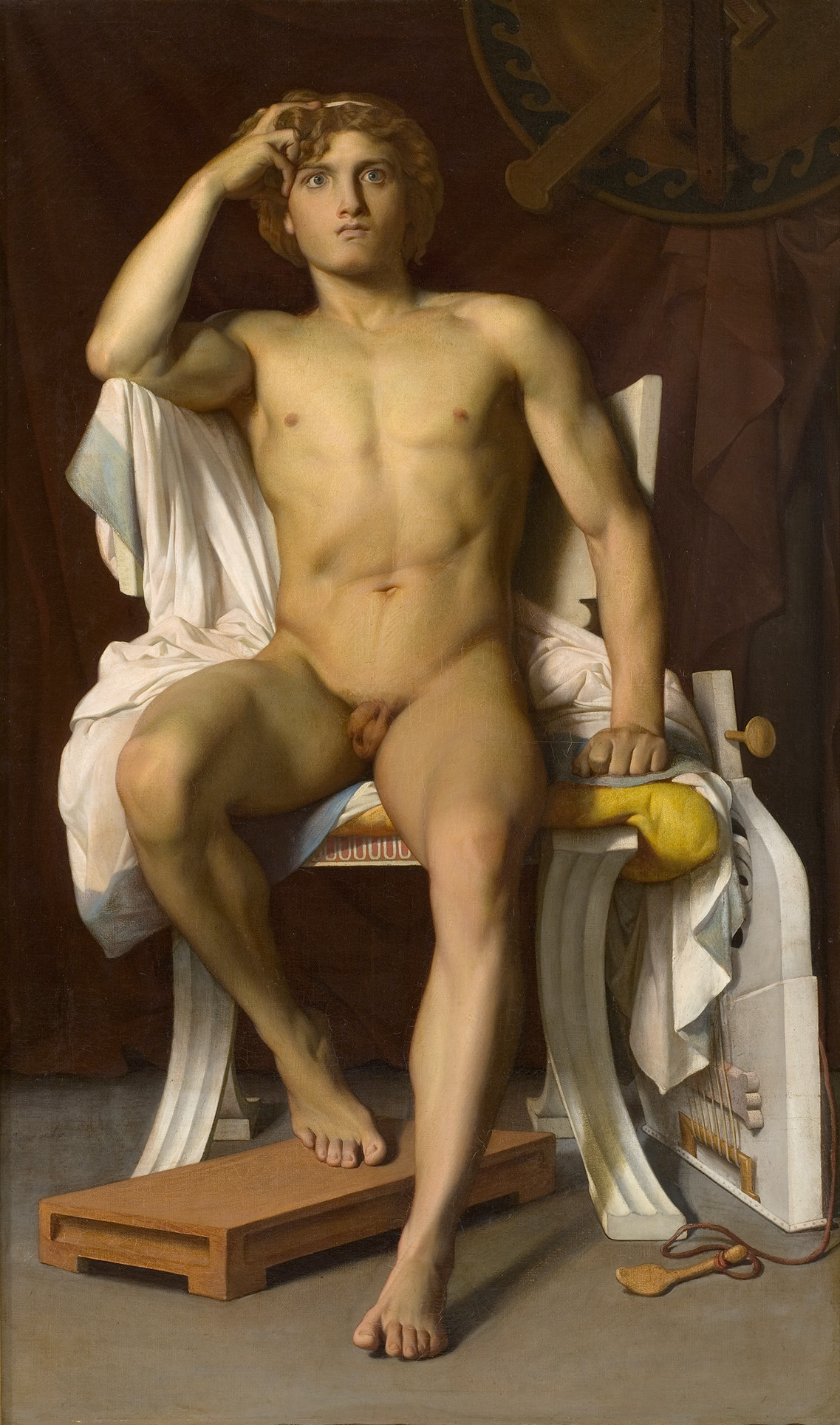
A Fúria de Aquiles, de François-Léon Benouville (1821–1859) (Museu Fabre).

Os gregos antigos não se definiam como "gregos" ou "helênicos", denominação posterior, mas como "aqueus", compostos por diversos povos de diversos reinos que tinham uma língua e cultura razoavelmente compartilhada. Os aqueus também são chamados de "Dânaos" por Homero.
- Aquiles: príncipe de Ftia, líder dos mirmidões (mirmídones), herói e melhor de todos os guerreiros, filho da deusa marinha Tétis e do mortal rei Peleu. Sua ira é o tema central da Ilíada. Vinga a morte de Pátroclo matando Heitor em um duelo um a um.

- Agamemnon: Rei de Micenas e comandante supremo dos aqueus, sua atitude de tomar a escrava Briseis de Aquiles é o estopim do desentendimento entre eles.

- Pátroclo: Amigo de Aquiles. Alguns argumentam que há envolvimento íntimo entre Aquiles e Pátroclo, o que foi, no entanto, refutado por Sócrates, no diálogo Fedro, citando passagens da Ilíada que dizem que Aquiles e Pátroclo dormiam em leitos separados, cada um com sua respectiva concubina. Foi morto por Heitor enquanto fingia ser Aquiles.

- Odisseu (Ulisses): Rei de Ítaca, considerado “astuto”, ou “ardiloso”. Frequentemente faz o papel de embaixador entre Aquiles e Agamemnon. Foi ele que teve a ideia de fazer uma armadilha aos troianos. É o personagem principal de Odisseia, também atribuído a Homero em que é narrada a volta de Odisseu a Ítaca.

- Calcas Testorídes: Poderoso vidente que guia os aqueus. Foi ele que predisse que a guerra duraria dez anos. No início da Ilíada ele diz que era preciso devolver Criseis a seu pai, o sacerdote de Apolo Crises, para que a peste enviada pelo deus como castigo cesse.

- Ájax: Filho do rei de Salamis Telamon e primo de Aquiles. É o mais forte e habilidoso dos guerreiros gregos depois de Aquiles.

- Ájax (filho de Ileu): Liderou um destacamento de lócridas durante a guerra na qual desempenhou um papel importante e foi um dos guerreiros que estava dentro do cavalo de madeira.

- Nestor: Um dos guerreiros da Grécia, embora Nestor fosse velho era famoso pela sua coragem é um fiel conselheiro de Agamemnon. Respeitado por sua experiência.

- Idomeneu: rei de Creta e neto de Minos e é um dos guerreiros gregos.

- Diomedes: Príncipe de Argos, comandava a frota de navios de seu reino. Herói valente que participou ativamente do cerco, da pilhagem e do saque de Troia.

- Menelau: Rei de Esparta, marido de Helena e irmão mais novo de Agamemnon.

- Protesilau: Fez uma profecia que o primeiro que pisasse em solo troiano também seria o primeiro a morrer, e acabou sendo ele mesmo.

#### Os Troianos e seus aliados
- Heitor, ou Héctor: Príncipe de Troia e herdeiro do trono. Filho de Príamo e da rainha Hecuba e irmão de Páris. É o melhor guerreiro troiano, herói valoroso que combate para defender sua cidade e sua família. Líder dos exércitos troianos. Mata Pátroclo em uma batalha achando que ele era Aquiles porque usava sua armadura. Morto por Aquiles em um duelo.

- Príamo: rei de Troia, já é idoso, portanto quem comanda de fato a luta é seu filho, Heitor.

- Páris: Príncipe de Troia, sua fuga com Helena é a causa da guerra.

- Eneias: Primo de Heitor e seu principal tenente. É o personagem principal da Eneida, obra máxima do poeta latino Virgílio.

- Helena: Esposa de Páris, antes casada com Menelau, e pivô da guerra. Com a queda de Troia volta para Esparta e para Menelau ( esses eventos não fazem parte da Ilíada).

- Andrómaca: Esposa de Heitor, de quem tinha um filho bebê,  Astíanax.
- Hecuba: rainha de Troia, esposa de Priamo. Mãe de Heitor, Paris e vários outros filhos e filhas.
- Deífobo: príncipe de Troia, filho de Priamo e Hecuba e um dos melhores generais troianos.
- Heleno: príncipe de Troia, o melhor vidente da cidade.
- Cassandra: princesa troiana. Em mitos posteriores é descrita como grande profetisa, mas na Ilíada seus dons proféticos não são mencionados. Considerada a mais bela das filhas de Priamo.
- Antenor: membro do conselho de anciãos e um dos principais conselheiros de Priamo.
- Criseis: filha de um sacerdote de Apolo escravizada pelos gregos.
- Crises: sacerdote de Apolo. Pai de Criseis.

- Briseis (Briseida): rainha de Linersso, casada com o rei Mines. Seu reino é derrotado e ela é capturada pelos aqueus, se torna escrava de Aquiles.

- Sarpedão (Ilíada): Rei da Lícia que matou o grego Tlepólemo.

#### Os deuses
Os deuses gregos tomam parte ativa na trama, envolvendo-se na batalha e ajudando ambos os lados.
Ficaram do lado dos gregos (aqueus):
- Hera
- Atena
- Posídon
- Hefesto
- Tétis (mãe de Aquiles)

Ficaram do lado dos troianos:
- Apolo
- Afrodite
- Ares
- Ártemis
- Leto

Zeus e Hades mantiveram-se neutros. Outras divindades menores, como Péon, Íris e Éris, também se envolveram nos eventos.

### Resumo da narração
CANTO I

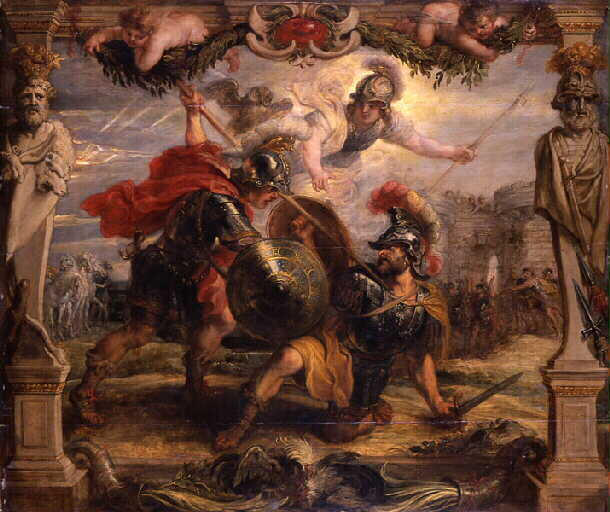
Aquiles fere Heitor
Peter Paul Rubens, 1630-1635

No décimo ano do cerco a Troia, há um desentendimento entre as forças dos aqueus, comandadas por Agamemnon. Ao dividirem os espólios de uma conquista, o comandante aqueu fica, entre outros prêmios, com uma moça chamada Criseida, enquanto que a Aquiles cabe outra bela jovem, Briseis (Briseida). Criseida era filha de Crises, sacerdote do deus Apolo, e este pede a Agamemnon  que lhe restitua a filha em troca de um resgate. O chefe aqueu recusa a troca, e o pai ofendido pede ajuda a seu deus. Apolo passa então a castigar os aqueus com a peste. Quando forçado a devolver Criseida ao pai para aplacar o castigo divino, Agamemnon toma a Aquiles sua Briseis, como forma de compensação e afronta Aquiles. Este, ofendido, se retira da guerra junto com seus valentes mirmidões. Aquiles pede então a sua divina mãe que interceda junto a Zeus, rogando-lhe para que favoreça aos troianos, como castigo pela ofensa de Agamemnon. Tétis consegue a promessa de Zeus de que ajudará aos troianos, a despeito da preferência de sua esposa, Hera, pelo lado aqueu.

CANTO II
Então Zeus manda a Agamemnon, através de Oniros, um sonho incitando-o a atacar Troia sem as forças de Aquiles. Agamemnon resolve testar a disposição de seu exército. A tentativa por pouco não termina em revolta generalizada, incitada pelo insolente Tersites. A rebelião só é evitada graças à decisiva intervenção de Odisseu, que fustiga Tersites e lembra a profecia de Calcas de que Ílio cairia no décimo ano do cerco.

CANTO III
Os dois exércitos perfilam-se no campo de batalha, diante de Troia. Páris, príncipe de Troia, se adianta, mas logo recua ao ver Menelau, de quem roubara a esposa causando a guerra. Menelau o insulta e Páris responde propondo um duelo entre ambos. Os aqueus respondem com agressões, porém seu irmão Heitor, o maior herói troiano, reitera o desafio, propondo que o destino da guerra seja decidido numa luta entre Menelau e Páris. Menelau aceita, exigindo juramento de sangue sobre o pacto de respeitar o resultado do duelo. Enquanto os preparativos são feitos, Helena se junta a Príamo, rei de Troia, no alto de uma torre para observar a contenda. Ela apresenta os maiores comandantes gregos, apontando-os para Príamo.
O duelo tem início e Menelau leva vantagem. Quando está para derrotar Páris, Afrodite intervém e o retira da batalha envolto em névoa, levando-o ao encontro de Helena. Agamemnon declara então que Menelau venceu a disputa e exige a entrega de Helena e pagamento do resgate.

CANTO IV
Apesar da declaração de vitória de Agamêmnon, Hera e Atena protestam junto a Zeus, pedindo a continuidade da guerra até a destruição de Troia. Zeus cede em troca da não intervenção de Hera caso deseje destruir uma cidade protegida por ela. Atena então desce entre as tropas troianas e convence Pândaro, arqueiro troiano, a disparar contra Menelau, ferindo-o e rompendo o pacto com os gregos. O exército troiano avança, e Agamemnon incita os aqueus ao combate. Tem lugar então uma luta violenta, na qual os gregos começam a levar vantagem. Porém Apolo incita aos troianos, lembrando-os que Aquiles não participa da peleja.

CANTO V
Os troianos então avançam, retomando a vantagem sobre os gregos, a despeito dos grandiosos esforços de Diomedes, que, insuflado pela deusa Palas Atena, chega a ferir os deuses Afrodite e Ares, que defendem os troianos.

CANTO VI
Os gregos por sua vez parecem retomar a vantagem. Incitado por seu irmão vidente Heleno, Heitor volta a cidade e pede que sua mãe Hecuba e as mulheres troianas façam oferendas a Atena para que a deusa se torne propícia à cidade. Após falar com a mãe, encontra-se com sua esposa e seu filho em uma torre. A cena, conhecida como despedida de Heitor e Andrómaca, é marcada pelas súplicas da esposa, que  teme a morte de Heitor, enquanto ele afirma que sua honra o impele a lutar. Apesar disso, Heitor pressente a queda de Troia e diz que nada lhe causa tanta dor quanto imaginar o triste destino de sua esposa depois da derrota. A cena termina com Andrómaca voltando para casa chorando. Em seguida, Heitor encontra com Helena e Paris. Convocado por Heitor,  Páris volta à batalha.

CANTO VII
Apolo combina com Atena uma trégua na batalha e para consegui-la incitam Heitor a desafiar um herói grego ao duelo. Ájax é o escolhido num sorteio e avança para o combate. O duelo é renhido e prossegue até a noite, quando é interrompido. Os aqueus então aproveitam para recolher seus mortos e preparar um baluarte.

CANTO VIII
Com a manhã, o combate recomeça, porém Zeus proíbe os outros deuses de interferir, enquanto que ele dispara raios dos céus, prejudicando aos aqueus. O combate prossegue desastroso para os gregos, que acabam por se recolher ao baluarte ao final do dia. Os troianos acampam por perto, ameaçadores.

CANTO IX
Durante a noite Agamemnon se desespera, percebendo que havia sido enganado por Zeus. Porém Diomedes garante que os aqueus têm fibra e ficarão para lutar. Agamemnon acaba por ouvir os conselhos de Nestor, e envia a Aquiles uma embaixada composta por Odisseu, Ájax, dois arautos e o veterano Fênix presidindo, para oferecer presentes e pedir ao herói que retorne à batalha. Aquiles, porém, ainda irado, não cede.

CANTO X
Agamemnon então envia Odisseu e Diomedes ao acampamento troiano numa missão de espionagem. Heitor, por sua vez, envia Dólon espionar o acampamento aqueu. Dólon é capturado por Odisseu e Diomedes, que extraem informações e o matam. A seguir invadem o acampamento troiano e massacram o rei Reso e doze guerreiros que dormiam, retirando-se de volta para o lado aqueu, onde são recebidos com festa.

CANTO XI
Durante o dia o combate é retomado, e os troianos novamente são superiores, empurrados por Zeus.

CANTO XII
Heitor manda uma grande pedra de encontro a um dos portões e invade o baluarte grego, expulsando-os e os empurrando até as naus, de onde não haveria mais para onde recuar a não ser para o oceano.
CANTO XIII
Há amargo combate, com os aqueus recebendo apoio agora de Posidão enquanto Zeus favorece os troianos, com heróis realizando grandes feitos de ambos os lados.

CANTO XIV
Hera, então, consegue convencer Hipnos a adormecer Zeus. Os gregos, acuados terrivelmente, se aproveitam desse momento para recuperar alguma vantagem, e Ájax fere a Heitor.
CANTO XV
Porém Zeus acorda e, vendo os troianos dispersos e a momentânea vitória grega, reconhece a obra de Hera e a repreende. Hera diz que Posidão é o único culpado, e Zeus a manda falar com Apolo e Íris para que estes instiguem os troianos novamente à luta. Então Zeus impede Posidão de continuar interferindo, e os troianos retomam a vantagem. Os maiores heróis aqueus estão feridos.

CANTO XVI
Pátroclo, vendo o desastre dos aqueus, vai implorar a Aquiles que o deixe comandar os Mirmidões e se juntar à batalha. Aquiles lhe empresta as armas e consente que lidere os Mirmidões, mas recomenda que apenas expulse os troianos da frente das naus, e não os persiga. Pátroclo então sai com as armas de Aquiles (incluindo a armadura, o que faz com que aqueus e troianos achassem que Aquiles havia voltado à batalha) e combate os troianos junto às naus. Ao ver fugindo os troianos, Pátroclo desobedece a recomendação de Aquiles e os persegue até junto da cidade. Ao chegar na cidade Pátroclo tenta escalar as muralhas, mas é empurrado para baixo por Apolo que protege os troianos. Ao cair, a armadura de Pátroclo se abre e ele é morto por Heitor em duelo.

CANTO XVII
Há uma disputa pelas armas de Aquiles, e Heitor as ganha, porém Ájax fica com o corpo de Pátroclo. Os troianos então repelem os gregos, que fogem, acossados.

CANTO XVIII

Aquiles, ao saber da morte do companheiro, fica terrivelmente abalado, e relata o acontecido a Tétis. Sua mãe promete novas armas para o dia seguinte e vai ao Olimpo encomendá-las a Hefesto. Enquanto isso Aquiles vai ao encontro dos troianos que perseguem os aqueus e os detém com seus gritos, permitindo que os gregos cheguem a salvo com o cadáver. A noite interrompe o combate.
CANTO XIX
Na manhã seguinte Aquiles, de posse das novas armas e reconciliado com Agamemnon, que lhe restituíra Briseida, jejua e lamenta a morte de Pátroclo. Pela manhã, o cavalo de Aquiles encantado por Hera começa a falar, e lembra o herói que sua morte pode estar próxima.

CANTO XX
Aquiles acossa ferozmente os troianos numa batalha em que Zeus permite que tomem parte todos os deuses.
CANTO XXI
Trucidando diversos heróis, Aquiles termina por empurrar o combate até os portões de Troia. No caminho da batalha, é auxiliado por deuses. Luta contra o rio Escamandro que se sentia irritado com a quantidade de mortos que Aquiles atirava em suas águas. Hera e Hefesto ajudam Aquiles que vence o rio e segue em busca de Heitor.  

CANTO XXII
Lá Heitor, aterrorizado, tenta fugir de Aquiles, que o persegue ao redor da cidade. Por fim Heitor é enganado por Atena. Ela toma forma de seu irmão favorito, Deífobo, e nessa forma afirma que irá ajudá-lo a lutar contra Aquiles. Quando Heitor para de correr a imagem de Deífobo desaparece e ele se vê só com Aquiles.Ele pede então a Aquiles que seja feito um trato em que o vencedor respeitará o cadáver do vencido permitindo um enterro digno. Aquiles, enlouquecido de raiva, grita que não há pacto possível entre presa e predador. O terrível duelo acontece e Aquiles fere mortalmente Heitor na garganta, única parte desprotegida pela armadura. Morrendo diante de seus entes queridos, que assistiam de dentro das muralhas, Heitor volta a implorar a Aquiles que permita que seu corpo seja devolvido a Troia para ser devidamente velado. Aquiles, implacável, nega e diz que o corpo de Heitor será pasto de abutres enquanto o de Pátroclo será honrado.
Aquiles amarra o corpo de Heitor pelos pés à sua biga e o arrasta diante da família e depois o traz até o acampamento grego.

CANTO XXIII
São feitos os Jogos fúnebres de Pátroclo.

CANTO XXIV
Durante noves dias Aquiles ultraja o corpo de Heitor, mas o deus Apolo o protege da decomposição. No Olimpo, Apolo pede a Zeus que faça cessar o ultraje ao corpo de Heitor. Zeus chama Tétis e a convence a interceder junto a seu filho para a devolução do corpo. Ao mesmo tempo, inspira em Priamo a ideia de ir até o campo grego implorar a clemência de Aquiles e a devolução do corpo de Heitor. O deus Hermes, disfarçado em humano, guia Priamo até o campo grego a noite. Seu apelo comove Aquiles que cede vendo em Priamo a imagem de seu velho pai Peleu. Aquiles promete trégua pelo tempo necessário para o adequado funeral de Heitor. Príamo leva o cadáver de seu filho de volta para a cidade, onde são prestadas as honras fúnebres ao príncipe e maior herói de Troia.

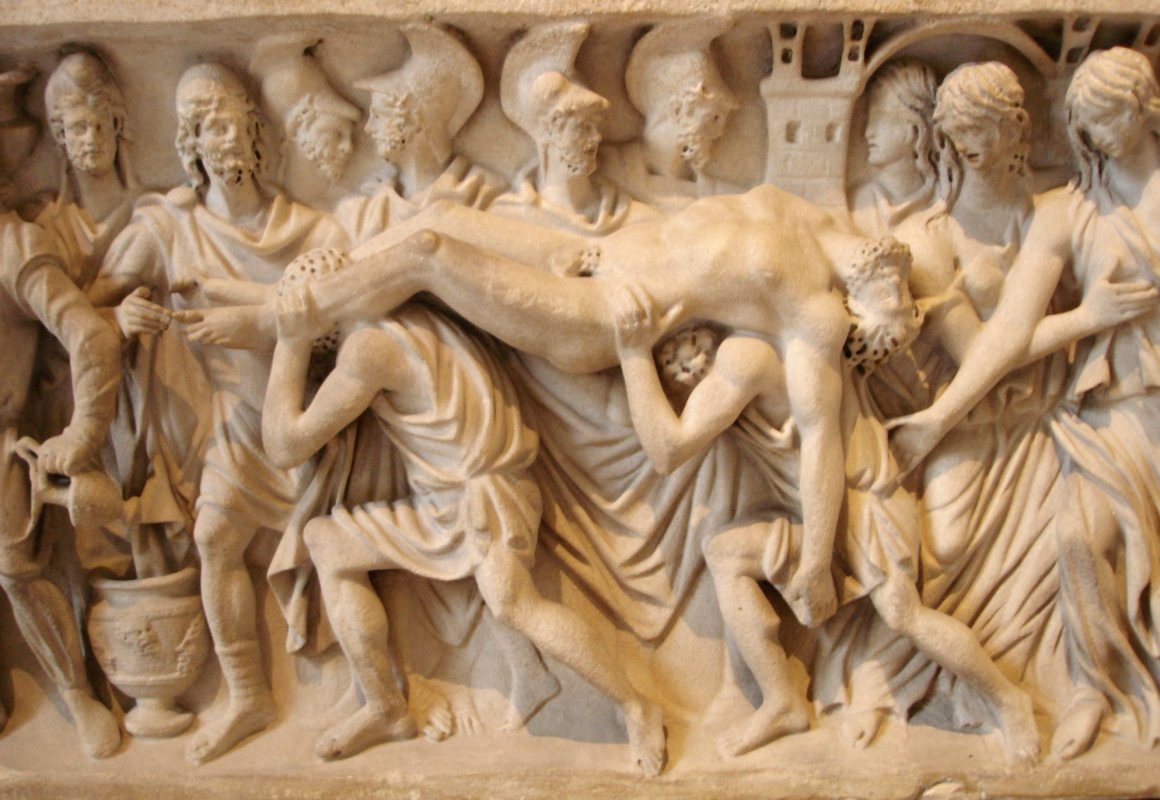
Corpo de Heitor sendo levado de volta a Troia
Alto relevo em mármore, detalhe de um sarcófago romano do século II, atualmente no Museu do Louvre.

### Resumo dos cantos
- Canto I: É o décimo ano da guerra de Troia. Aquiles e Agamemnon desentendem-se devido à disputa sobre uma jovem sacerdotisa, Briseida.
- Canto II: Odisseu impede uma revolta e os gregos preparam-se para um ataque a Troia.
- Canto III: Páris desafia Menelau para um duelo, propondo decidir o destino da guerra. Menelau vence, mas Páris sobrevive, salvo por Afrodite.
- Canto IV: O pacto é quebrado pelos troianos e a guerra recomeça.
- Canto V: Diomedes, ajudado por Palas Atena, realiza grandes prodígios, ferindo Afrodite e Ares.
- Canto VI: Heitor retorna a Troia para pedir que se tente apaziguar Palas Atena. Encontra-se com esposa e filho e retorna à batalha junto de seu irmão Páris.
- Canto VII: Heitor duela com Ájax. A luta empata, interrompida pela noite.
- Canto VIII: Os deuses retiram-se da batalha.
- Canto IX: Agamemnon tenta reconciliar-se com Aquiles, mas este recusa.
- Canto X: Diomedes e Odisseu saem em missão de espionagem e atacam o acampamento troiano.
- Canto XI: Páris fere Diomedes, e Pátroclo fica sabendo da desastrosa situação grega.
- Canto XII: Retirada grega até às naus.
- Canto XIII: Posidão apieda-se dos gregos e os motiva.
- Canto XIV: Hera adormece Zeus, permitindo a reação grega.
- Canto XV: Zeus acorda e impede que Posídon continue interferindo. Os troianos retomam a vantagem no combate.
- Canto XVI: Pátroclo pede a armadura a Aquiles e permissão para entrar na luta. Aquiles concede, porém Pátroclo é morto por Heitor.
- Canto XVII: Há uma disputa pelo corpo e armadura de Pátroclo. Heitor fica com a armadura e Ájax fica com o corpo de Pátroclo.
- Canto XVIII: Aquiles fica sabendo da morte de Pátroclo, e sua mãe providencia-lhe uma nova armadura.
- Canto XIX: Aquiles, de armadura nova e reconciliado com Agamemnon, junta-se à guerra.
- Canto XX: Batalha furiosa, da qual participam livremente os deuses.
- Canto XXI: Aquiles chega aos portões de Troia
- Canto XXII: Aquiles duela com Heitor e o mata. A seguir, desonra seu cadáver, arrastando-o ao acampamento grego.
- Canto XXIII: Pátroclo é velado adequadamente.
- Canto XXIV: Príamo pede o cadáver do filho a Aquiles que, comovido, cede. Heitor é devidamente velado em Troia.

## Traduções

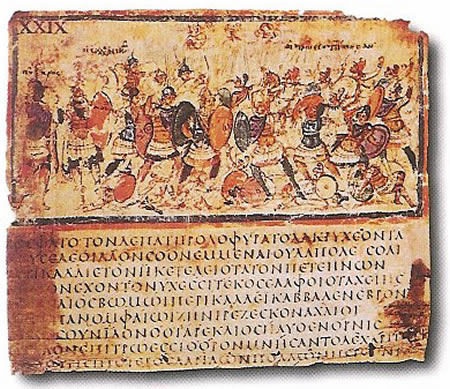
Ilíada, Livro VIII, versos 245-253 de um manuscrito grego de fins do século V ou início do século VI.

No Brasil há algumas traduções poéticas feitas a partir do original grego.
A primeira é de Odorico Mendes, feita no século XIX (publicada originalmente em 1874), em que, seguindo a tradição épica em português, emprega o verso decassílabo, porém branco. A tradução é marcada pela extrema concisão - com o total de versos sendo até menor que o do texto original -, estruturas sintática incomuns, muitas vezes decorrentes dessa concisão, preciosismo lexical  e neologismos ou latinismos - sobretudo para traduzir os epítetos gregos, como em "Juno bracinívea" [Juno de braços brancos], ou ainda "Aurora dedirrósea" [Aurora de dedos róseos]. Outra característica (na verdade, comum até sua época) é a substituição dos nomes gregos pelos correspondentes latinos: Zeus, por Júpiter, Posidão por Netuno, Atena por Minerva etc. Sua tradução foi recentemente reeditada pela editora Ateliê, na coleção "Clássicos comentados", a cargo de Sálvio Nienkötter, na qual há abundantes notas explicativas - verso a verso - para o vocabulário, sintaxe, etc.
Eis o proêmio traduzido por Odorico Mendes:
Canta-me, ó deusa, do Peleio Aquiles
A ira tenaz, que, lutuosa aos Gregos,
Verdes no Orco lançou mil fortes almas,
Corpos de heróis a cães e abutres pasto:
Lei foi de Jove, em rixa ao discordarem
O de homens chefe e o Mirmidon divino.
A segunda tradução, feita na década de 1940  (primeira edição com data incerta, mas publicada por volta de 1945), é de Carlos Alberto Nunes, cujo principal critério foi a tentativa de transpor a métrica original do poema (hexâmetro dactílico) para o português, resultando num verso de dezesseis sílabas poéticas, cujo ritmo é a sequência de seis grupos (chamados "pés") de sílabas, sendo cada um composto por uma sílaba tônica seguida de duas átonas (o sexto grupo, em geral, com uma tônica seguida de apenas uma átona), no seguinte esquema: ó o o | ó o o | ó o o | ó o o | ó o o | ó o (o); ou seja, com acentuação na 1ª, 4ª, 7ª, 10ª, 13ª e 16ª sílabas. Para correta leitura do hexâmetro vernaculizado de Nunes, entretanto, é necessário atentar ainda para a cesura, normalmente ocorrendo uma vez, no meio do verso (terceiro pé), ou, menos frequentemente, duas vezes no mesmo verso.
A tradução de Nunes foi originalmente publicada pela editora Atena. O texto foi posteriormente revisado pelo tradutor e republicado diversas vezes por outras editoras. A edição mais recente foi publicada pela editora Nova Fronteira
Eis o proêmio traduzido por Carlos Alberto Nunes (o negrito marca as tônicas, e a barra dupla, a cesura):
Canta-me a cólera – ó deusa || – funesta de Aquiles Pelida,
causa que foi de os Aquivos || sofrerem trabalhos sem conta
e de baixarem para o Hades || as almas de heróis numerosos
e esclarecidos || ficando eles próprios || aos cães atirados
e como pasto das aves. || Cumpriu-se de Zeus o desígnio
desde o princípio em que os dois, || em discórdia, ficaram cindidos:
o de Atreu filho || senhor de guerreiros || e Aquiles divino.
Haroldo de Campos publicou sua tradução (ou transcriação, como chamava) completa da Ilíada em 2002, após dez anos traduzindo-a (publicara os dois primeiros cantos ainda na década de 1990). Utilizando-se do dodecassílabo, busca sobretudo resgatar a sonoridade original do poema grego em português, valendo-se também, dentre outros expedientes, de neologismos, geralmente em palavras compostas. Editada pela editora Arx/Benvirá.
A tradução do proêmio feita por Haroldo de Campos:
A ira, Deusa, celebra do Peleio Aquiles,
o irado desvario, que aos Aqueus tantas penas
trouxe, e incontáveis almas arrojou no Hades
de valentes, de heróis, espólio para os cães,
pasto de aves rapaces: fez-se a lei de Zeus;
desde que por primeiro a discórdia apartou
o Atreide, chefe de homens, e o divino Aquiles.
Em Portugal, foi publicada pela editora Cotovia, em 2005, a tradução feita por Frederico Lourenço (também publicada no Brasil, em 2013, pela Penguin Classics Companhia das Letras), que objetiva uma maior literalidade, clareza e fluência, e, para tal, empregou versos livres.
Eis sua tradução do proêmio:
Canta, ó deusa, a cólera de Aquiles, o Pelida
(mortífera!, que tantas dores trouxe aos Aqueus
e tantas almas valentes de heróis lançou no Hades,
ficando seus corpos como presa para cães e aves
de rapina, enquanto se cumpria a vontade de Zeus),
desde o momento em que primeiro se desentenderam
o Atrida, soberano dos homens, e o divino Aquiles.

## Adaptações
A história da Guerra de Troia em geral e da Ilíada em particular foi amplamente adaptada ao longo dos séculos, tanto na literatura quanto em outras artes. Uma das adaptações mais recentes que ganharam notoriedade é a do filme norte-americano Troia (veja IMDB) de 2004, que narra basicamente os eventos da Ilíada acrescidos de uma introdução e do desfecho da guerra. Embora tenha sido baseado na Ilíada, o filme toma uma série de liberdades em relação à história de Homero. A mais notável delas é a exclusão dos deuses gregos como personagens ativas da trama, sendo referidos apenas pela fé das personagens neles. Além disso, diversos eventos foram alterados no filme, como o destino de Agamemnon, de Menelau, de Ájax. Pátroclo foi transformado em primo de Aquiles, Briseis em sua amante e a duração da guerra foi reduzida de dez anos para algumas semanas, entre outras mudanças.
Em 2003, o autor Dan Simmons lançou um livro épico de ficção científica chamado Ílio, adaptando/homenageando o poema homérico.
Na antiguidade clássica diversas peças de teatro trataram dos eventos subsequentes à guerra, incluindo o destino de outros personagens. A Eneida de Virgílio deve grande tributo à Ilíada (e também à Odisseia), e narra a história do tenente de Heitor, Eneias.

## Temas naIlíada
Embora a Ilíada narre uma série de acontecimentos da guerra de Troia e se refira a uma série de outros, seu tema principal é o ciclo da ira de Aquiles, da sua causa ao seu arrefecimento. Isto fica claro logo na primeira linha do poema. A palavra grega mēnin, ira, é a primeira do poema, cuja famosa primeira linha é "Menin aeide, Thea, Peleiadeo Aquileos". Em português seria “A ira canta, Deusa, de Peleio Aquiles” ou, adaptando, “Canta, Deusa, a ira do filho de Peleu, Aquiles”. Através da consumação dessa ira, é tratada a humanização do herói e semideus Aquiles, sempre conflitado por sua dupla natureza, filho de deusa e homem, portanto mortal.
A questão da escolha entre valores materiais, como a segurança e a vida longa, e valores morais, mais elevados, como a glória e o reconhecimento eterno, é tratada na escolha com que Aquiles se defronta: lutar, morrer jovem e ser lembrado para sempre, ou permanecer seguro e ser esquecido.
A soberba de Aquiles contrasta grandemente com a sobriedade de Heitor, também grande herói, que não busca a glória como Aquiles, mas luta pela segurança de sua família e de sua cidade, e a preservação de suas raízes troianas.
A guerra e suas consequências também é tema central na Ilíada, sendo ricamente retratada.
A condição humana é magistralmente trabalhada por Homero, mostrando os dilemas mortais, as interferências de instâncias superiores e suas consequências, personificadas nos deuses que tomam partido.
Amizade, honra e muitos outros temas abstratos também fazem parte da obra, compondo um belo painel da alma humana, o que é, sem dúvida, uma das qualidades que têm determinado a longevidade da narrativa homérica na cultura universal.